# 1097 Vicia
Az 1097 Vicia (ideiglenes jelöléssel 1928 PC) a Naprendszer kisbolygóövében található aszteroida. Karl Wilhelm Reinmuth fedezte fel 1928. augusztus 11-én.